# Phalarocarpa
Phalarocarpa là một chi bướm đêm thuộc phân họ Olethreutinae trong họ Tortricidae.

## Các loài
- Phalarocarpa harmographa Meyrick, 1937
- Phalarocarpa ioxanthas Meyrick, 1930